# Batalla de Coronea
La batalla de Coronea tuvo lugar entre la Liga de Delos —dirigida por Atenas— y la Liga Beocia en 447 a. C., durante la primera guerra del Peloponeso.
En 457 a. C. los atenienses tomaron el control de Beocia tras la batalla de Enofita y emplearon los siguientes diez años intentando consolidar su poder. En 454 a. C. Atenas perdió una flota intentando ayudar a una revuelta egipcia contra Imperio persa. En 453 a. C., por temor a eventuales revueltas de otros miembros de la Liga de Delos, los atenienses trasladaron el Tesoro de la Liga desde su sede tradicional en la isla sagrada de Delos a su ciudad. posteriormente, firmaron la Paz de Calias con el Imperio aqueménida hacia el 450 a. C. 
La Liga de Delos en esencia era un imperio, el ateniense, cuyos miembros se habían convertido en satélites o colonias de la poderosa polis. Con su poderosa flota, Atenas tenía asegurada la hegemonía dentro de la Liga, pero en tierra los éxitos eran mucho menores. Hacia el año 447 a. C. algunos de los líderes beocios exiliados después de la victoria ateniense de 457 a. C. habían regresado y comenzaron a recuperar el control de algunas de las ciudades beocias. Bajo el mando de Tólmides, 1000 hoplitas  y otras tropas de sus aliados, marcharon a Beocia para reconquistar las ciudades. Tomaron Queronea, pero fueron atacados y derrotados por los beocios en Coronea. Los atenienses fueron obligados a abandonar el control de Beocia, y la derrota condujo a las revueltas de Eubea y de Mégara, que desembocaron en el conflicto con Esparta y la guerra del Peloponeso.